# 名古屋市立桶狭間小学校
名古屋市立桶狭間小学校（なごやしりつ おけはざましょうがっこう）は、愛知県名古屋市緑区桶狭間巻山にある公立小学校。

## 概要
- 大根山一丁目、桶狭間、桶狭間上の山の一部、桶狭間北二丁目の一部、桶狭間北三丁目、桶狭間切戸の一部、桶狭間清水山の一部、桶狭間神明、桶狭間西の一部、桶狭間巻山の一部、桶狭間南の一部、桶狭間森前の一部、清水山一丁目の一部、清水山二丁目の一部、南陵の一部などが通学区域であり、公立中学校の進学先は名古屋市立有松中学校である[1]。

## 沿革
- 1975年（昭和50年）9月1日 - 名古屋市立有松小学校の分校として設置される。1～3年生を収容する。
- 1976年（昭和51年）
  - 4月1日 - 名古屋市立桶狭間小学校として独立する。
  - 4月30日 - 校舎を増築する。
  - 7月26日 - プールが完成する。
  - 9月30日 - 体育館が完成する。
- 1978年（昭和53年）2月28日 - 校舎を増築する。
- 1979年（昭和54年）3月26日 - 校舎を増築する。
- 1981年（昭和56年）4月1日 - 名古屋市立南陵小学校を分離する。

## 交通アクセス
- 名鉄名古屋本線有松駅下車、徒歩約20分。
- 名古屋市営バス【高速1号系統】、【鳴子13号系統】、【有松12号系統】、【緑巡回系統】「幕山」バス停より徒歩約3分。

## 周辺施設
- 名古屋短期大学
- 名古屋市立有松中学校
- 名古屋市立南陵小学校
- 愛知朝鮮中高級学校
- 桶狭間公園
- 桶狭間古戦場公園